# Spoorlijn Lausanne - Bercher
De spoorlijn Lausanne - Bercher is een Zwitserse spoorlijn van de spoorwegmaatschappij Chemin de fer Lausanne-Echallens-Bercher (afgekort LEB) gelegen in het kanton Vaud. Het 24 kilometer lange traject loopt ondergronds van het stadscentrum Lausanne-Flon naar de noordelijke streek richting Echallens en door naar het eindpunt Bercher. De treinen rijden een keer per uur tussen Lausanne en Bercher en een keer per uur op het deel tussen Lausanne en Echallens.
In de maanden juli en augustus rijden er op zondag tussen Cheseaux-sur-Lausanne en Bercher toeristische stoomtreinen.

## Geschiedenis

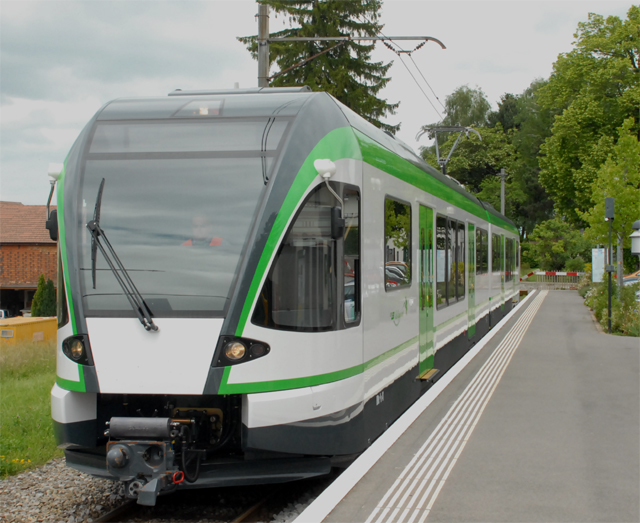
LEB treinstel 41 te Bercher.

In 1871 werd de eerste concessie voor het traject tussen Lausanne en Echallens uitgedeeld. Gepland was een soort monorail waarbij er een spoorstaaf voor het geleiden van het voertuig op de weg zou liggen. Het voertuig had normale wielen waarbij de dienst als een diligence zouden kunnen worden uitgevoerd.
De LEB ontstond op 1 januari 1913 door een fusie van de Central Vaudois met de Chemin de fer Lausanne-Echallens.
Omdat de toestemming van het Bundesambt ontbrak en door zich voordoende technische gebreken van het systeem werd van een vervolg afgezien.
Wel werd er een nieuwe concessie uitgeschreven voor de aanleg van een smalspoorlijn. De bouw van de Chemin de fer Lausanne-Echallens begon in december 1872.
Het traject van Lausanne-Chauderon naar Cheseaux-sur-Lausanne werd op 4 november 1873 geopend.
Het traject tussen Echallens en Bercher werd door de nieuw opgerichte Central Vaudois op 24 november 1889 geopende.

## Traject

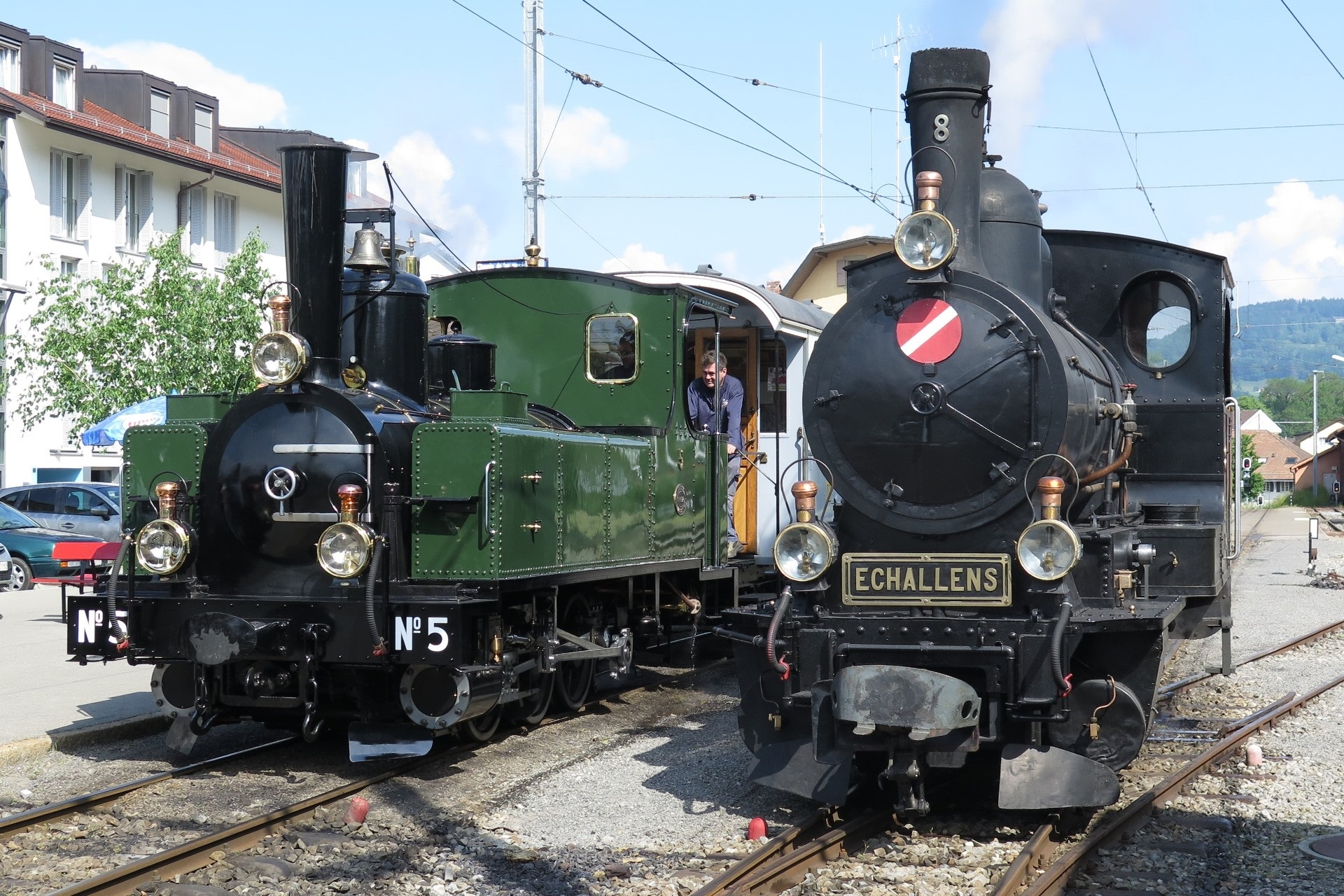
LEB stoomlocomotieven G 3/3 5 Bercher en G 3/3 8 Echallens

Bij de opening in het jaar 1873 was het uitgangspunt van het traject om het eindstation in het centrum van de stad Lausanne bij het ondergrondse station Flon. Hier bevond zich het eindstation van de voormalige tandradbaan Lausanne-Ouchy. Toch duurde het 120 jaar voordat het tijdelijke eindpunt Lausanne-Chauderon aan de Place Chauderon verlengd werd naar Lausanne-Flon.
In de jaren 90 van de twintigste eeuw werd in het stadscentrum met de bouw van een enkelsporige tunnel begonnen. Op 28 mei 1995 werd het ondergronds station Lausanne-Chauderon geopend en op 28 mei 2000 werd de dubbelsporige tunnel verlengd naar het station Lausanne-Flon. Dit ondergronds station in het stadscentrum van Lausanne is half open.
In 1908 werd het traject Assens en Echallens omgelegd waardoor men te Echallens niet meer kop maakt.

## Fusie
Op 1 januari 1913 een fuseerde de Central Vaudois door een slechte financiële positie met de Chemin de fer Lausanne-Echallens onder de naam van Chemin de fer Lausanne-Echallens-Bercher (LEB)

## Elektrische tractie
Het traject van de LEB werd in 1936 geëlektrificeerd met een spanning van 1500 volt gelijkstroom.
Het trajectdeel van Lausanne-Chauderon naar Prilly-Chasseur was voor gemeenschappelijk gebruik met de stadstram tot het einde van de stadstram geëlektrificeerd met een spanning van 650 volt gelijkstroom.